# Tata Steel Chess Tournament 2021
Tata Steel Chess Tournament 2021 var den 83:e upplagan av schackturneringen Tata Steel Chess Tournament. Turneringen hölls i Wijk aan Zee, Nederländerna mellan den 15 och 31 januari 2021. Den vann av Jorden van Foreest från Nederländerna.

## Resultat
|    | Spelare                      | Rating | 1 | 2 | 3 | 4 | 5 | 6 | 7 | 8 | 9 | 10 | 11 | 12 | 13 | 14 | Totalt | SB    | Performance rating |
| -- | ---------------------------- | ------ | - | - | - | - | - | - | - | - | - | -- | -- | -- | -- | -- | ------ | ----- | ------------------ |
| 1  | Jorden van Foreest (NED)     | 2671   |   | ½ | ½ | ½ | ½ | ½ | 1 | 1 | 1 | ½  | 1  | ½  | ½  | ½  | 8,5    | 53    | 2839               |
| 2  | Anish Giri (NED)             | 2764   | ½ |   | ½ | ½ | ½ | ½ | ½ | 1 | 1 | ½  | 1  | ½  | ½  | ½  | 8,5    | 52,25 | 2832               |
| 3  | Andrey Esipenko (RUS)        | 2677   | ½ | ½ |   | ½ | ½ | 1 | ½ | 0 | ½ | ½  | 1  | 1  | ½  | 1  | 8      | 49    | 2815               |
| 4  | Fabiano Caruana (USA)        | 2823   | ½ | ½ | ½ |   | ½ | ½ | ½ | ½ | ½ | ½  | ½  | 1  | 1  | 1  | 8      | 48,25 | 2804               |
| 5  | Alireza Firouzja (FIDE)      | 2749   | ½ | ½ | ½ | ½ |   | 0 | 1 | ½ | ½ | 1  | 1  | ½  | ½  | 1  | 8      | 48    | 2810               |
| 6  | Magnus Carlsen (NOR)         | 2862   | ½ | ½ | 0 | ½ | 1 |   | ½ | ½ | 1 | ½  | ½  | ½  | 1  | ½  | 7,5    | 47,25 | 2771               |
| 7  | Pentala Harikrishna (IND)    | 2732   | 0 | ½ | ½ | ½ | 0 | ½ |   | ½ | 1 | ½  | ½  | ½  | ½  | 1  | 6,5    | 38,75 | 2724               |
| 8  | Aryan Tari (NOR)             | 2625   | 0 | 0 | 1 | ½ | ½ | ½ | ½ |   | ½ | ½  | ½  | ½  | ½  | ½  | 6      | 38    | 2703               |
| 9  | Nils Grandelius (SVE)        | 2663   | 0 | 0 | ½ | ½ | ½ | 0 | 0 | ½ |   | 1  | ½  | ½  | 1  | 1  | 6      | 34    | 2700               |
| 10 | Jan-Krzystof Duda (POL)      | 2743   | ½ | ½ | ½ | ½ | 0 | ½ | ½ | ½ | 0 |    | ½  | ½  | ½  | ½  | 5,5    | 35,75 | 2666               |
| 11 | David Anton Guijarro (SPA)   | 2679   | 0 | ½ | 0 | ½ | 0 | ½ | ½ | ½ | ½ | ½  |    | ½  | ½  | ½  | 5      | 30,75 | 2641               |
| 12 | Radoslaw Wojtaszek (POL)     | 2705   | ½ | 0 | 0 | 0 | ½ | ½ | ½ | ½ | ½ | ½  | ½  |    | ½  | ½  | 5      | 30,75 | 2639               |
| 13 | Maxime Vachier-Lagrave (FRA) | 2784   | ½ | 0 | ½ | 0 | ½ | 0 | ½ | ½ | 0 | ½  | ½  | ½  |    | 1  | 5      | 29,75 | 2633               |
| 14 | Alexander Donchenko (GER)    | 2668   | ½ | ½ | 0 | 0 | 0 | ½ | 0 | ½ | 0 | ½  | ½  | ½  | 0  |    | 3,5    | 23    | 2554               |